# Humus (album de Bojan Z)
Albums de Bojan Z Tetraband
Xenophonia
(2006) Soul Shelter
(2012)
Humus est un album du pianiste de jazz franco-serbe Bojan Z sorti en 2009 chez EmArcy.
Sur ce disque Bojan Z joue avec Josh Roseman, tromboniste new-yorkais (qui a ajouté des arrangements de trombone en plus des pistes enregistrées à son retour à New York), le batteur Sebastian Rochford et la bassiste Ruth Goller, tous deux issus du groupe punk-rock-jazz Acoustic Ladyland, qui insuflent « une pulsation dépouillée mais indestructible ».
Bojan Z dit de ce disque que c'est « l'album le plus “rock” » qu'il pouvait enregistrer.

## Liste des pistes
| No | Titre                      | Musique            | Durée |
| -- | -------------------------- | ------------------ | ----- |
| 1. | Natural Ground             | Bojan Z            | 8:09  |
| 2. | Greedy (In Goods We Trust) | Bojan Z            | 6:25  |
| 3. | No9                        | Bojan Z            | 6:19  |
| 4. | Empty Shell                | Sebastian Rochford | 6:18  |
| 5. | Focus@                     | Bojan Z            | 1:56  |
| 6. | Fuzzlija                   | Bojan Z            | 4:07  |
| 7. | August Song                | Bojan Z            | 6:02  |
| 8. | Swamp Tune                 | Josh Roseman       | 5:03  |
| 9. | Thirst Day                 | Bojan Z            | 8:33  |

## Personnel
- Bojan Z : piano, Fender Rhodes
- Josh Roseman : trombone
- Ruth Goller : guitare basse
- Sebastian Rochford : batterie